# Laminacauda malkini
Laminacauda malkini is een spinnensoort uit de familie hangmatspinnen (Linyphiidae). De soort komt voor op de Juan Fernández-archipel.